# Elephantomyia primogenia
Elephantomyia primogenia är en tvåvingeart som beskrevs av Alexander 1948. Elephantomyia primogenia ingår i släktet Elephantomyia och familjen småharkrankar. Inga underarter finns listade i Catalogue of Life.